# Сеньга (приток Клязьмы)
Се́ньга — река в Московской и Владимирской областях России, правый приток Клязьмы. Протекает по территории Орехово-Зуевского городского округа и Петушинского района.
Длина реки составляет 32 км, площадь водосборного бассейна — 163 км², по другим данным, длина — 37 км, площадь водосбора — 267 км². Впадает в Клязьму в 409 км от её устья.
В письменных источниках XVI—XVIII веков река называлась «Сенга».
По данным Государственного водного реестра России, относится к Окскому бассейновому округу. Речной бассейн — Ока, речной подбассейн — бассейны притоков Оки от Мокши до впадения в Волгу, водохозяйственный участок — Клязьма от города Орехово-Зуево до города Владимира.